# Residenzplatz (Salzburg)

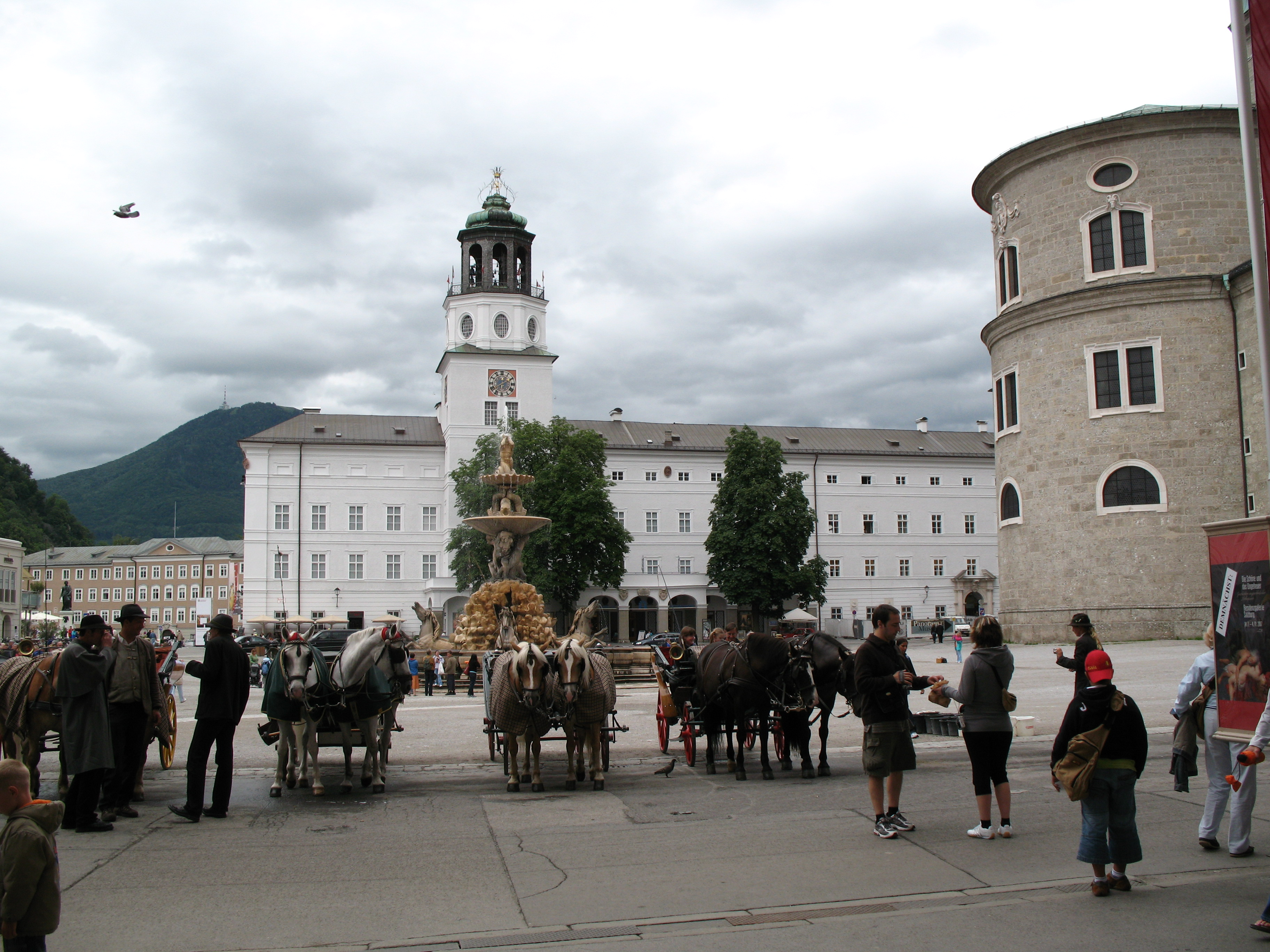
Residenzplatz in Salzburg, Blick auf das Glockenspiel

Der Residenzplatz liegt als repräsentativer und prunkvoller Platz im Zentrum der Altstadt der Stadt Salzburg. Der Platz wird im Westen von der Alten Residenz, im Osten von der Neuen Residenz mit dem kunstvollen Glockenspiel und im Süden vom Dom begrenzt. Im Norden begrenzen in einer geschlossenen Fassade Bürgerhäuser den Platz, die im Kern auf mittelalterliche Bauten zurückgehen. An diese schließt die zum Stift St. Peter gehörende Michaelskirche an. Danach geht der Platz in den Mozartplatz über. In der Mitte des Residenzplatzes steht der aus dem 17. Jahrhundert stammende, künstlerisch gestaltete Residenzbrunnen. Der Platz befindet sich an der Stelle eines ehemaligen Friedhofs.

## Geschichte
Der Platz in seiner heutigen Größe ist unter Schleifung von Bürgerhäusern und Entfernung des alten Domfriedhofes durch Erzbischof Wolf Dietrich entstanden und steht im Zusammenhang mit der damaligen Umgestaltung Salzburgs von einer mittelalterlichen Stadt zu einer fürstlichen barocken Residenzstadt. 1587 begann Wolf Dietrich, das alte Domkloster und 55 Bürgerhäuser am damaligen Westende der Pfeifergasse abzureißen und den Domfriedhof (Aschhof genannt) aufzulassen. Hier befanden sich einst auch Teile der alten Residenz, des Vorgängerbaues des Domes und der St.-Johannes-Hofkapelle.

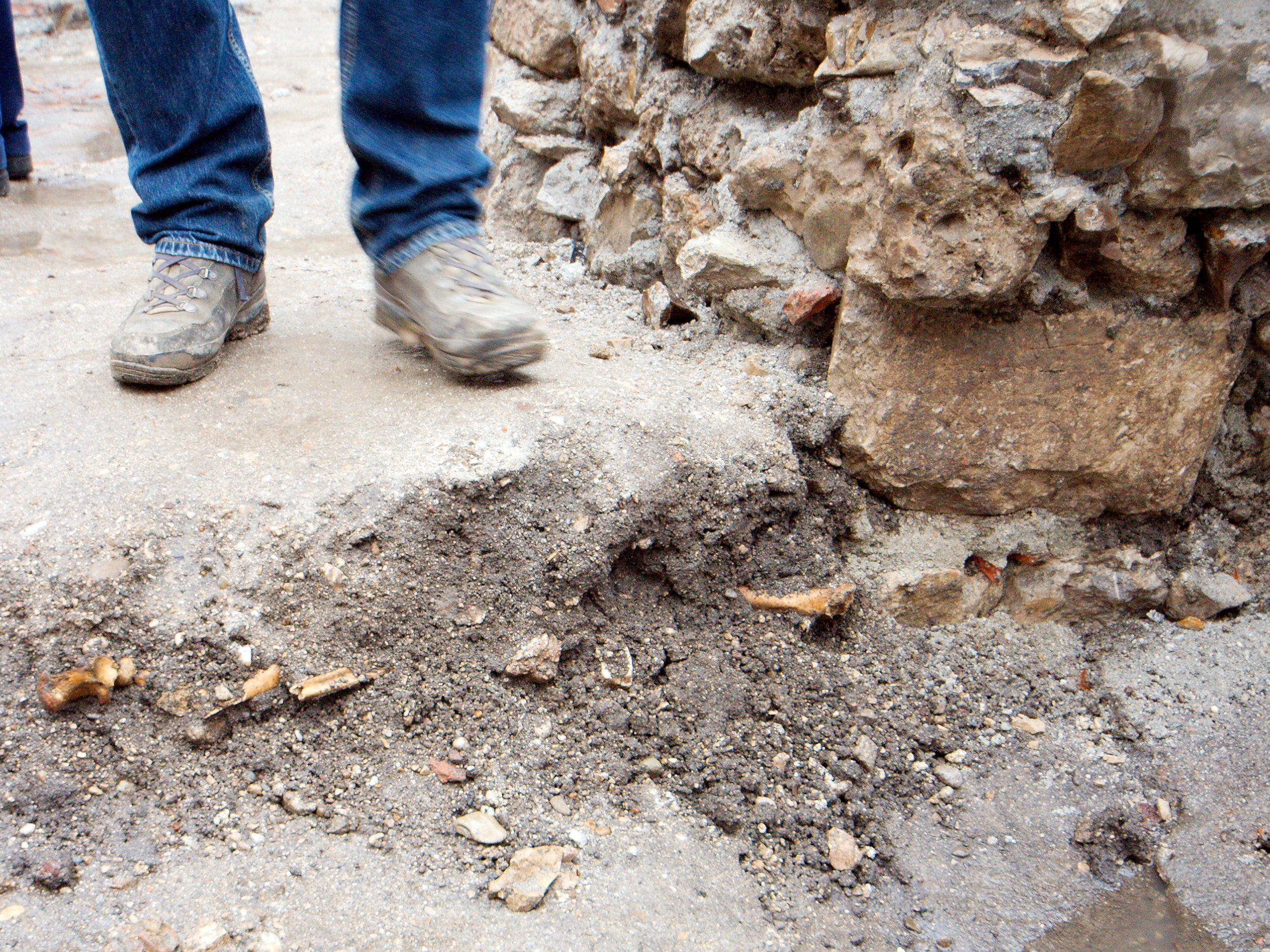
Reste des Friedhofs unter dem Residenzplatz
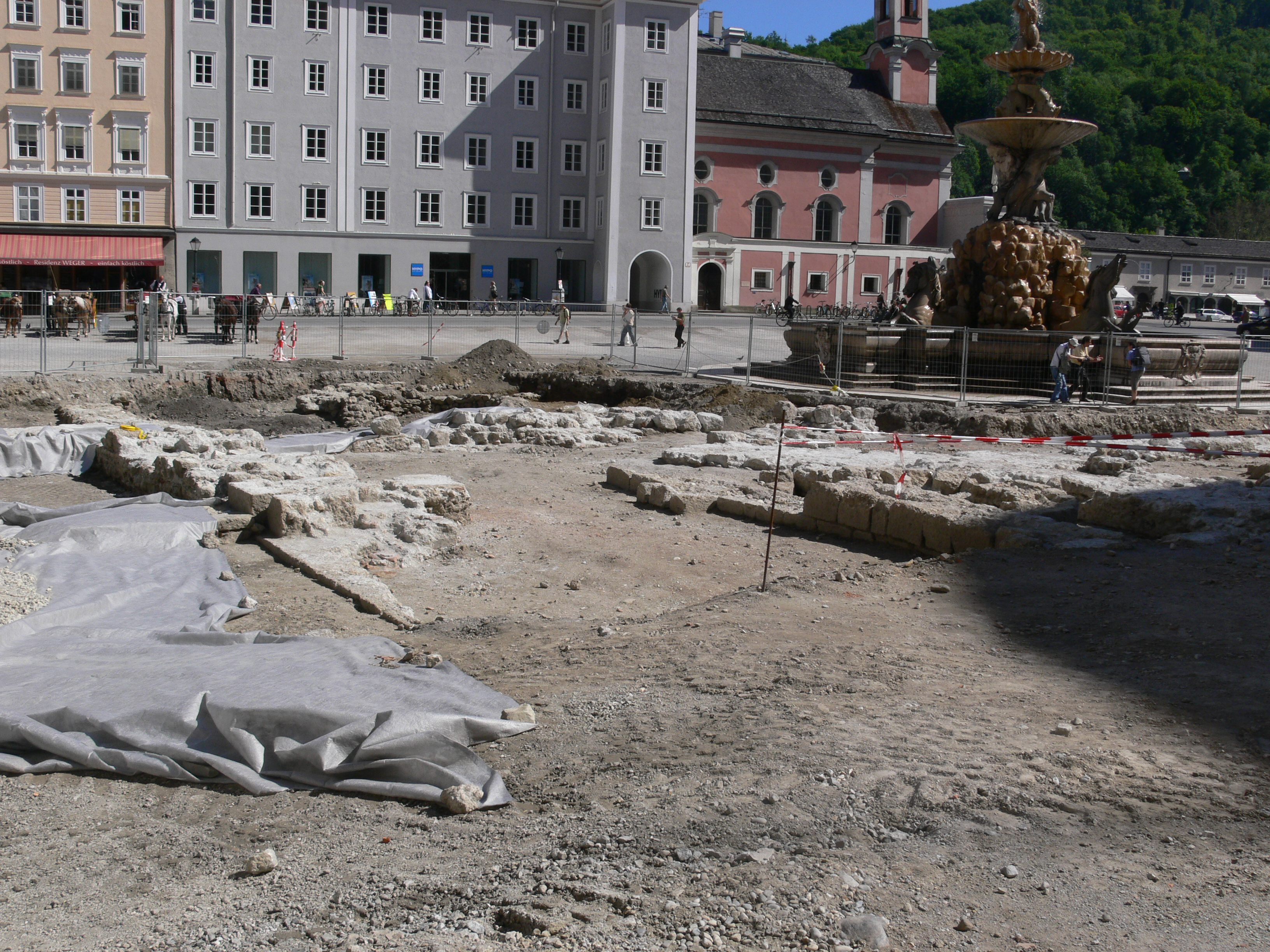
Ausgrabungsarbeiten 2008
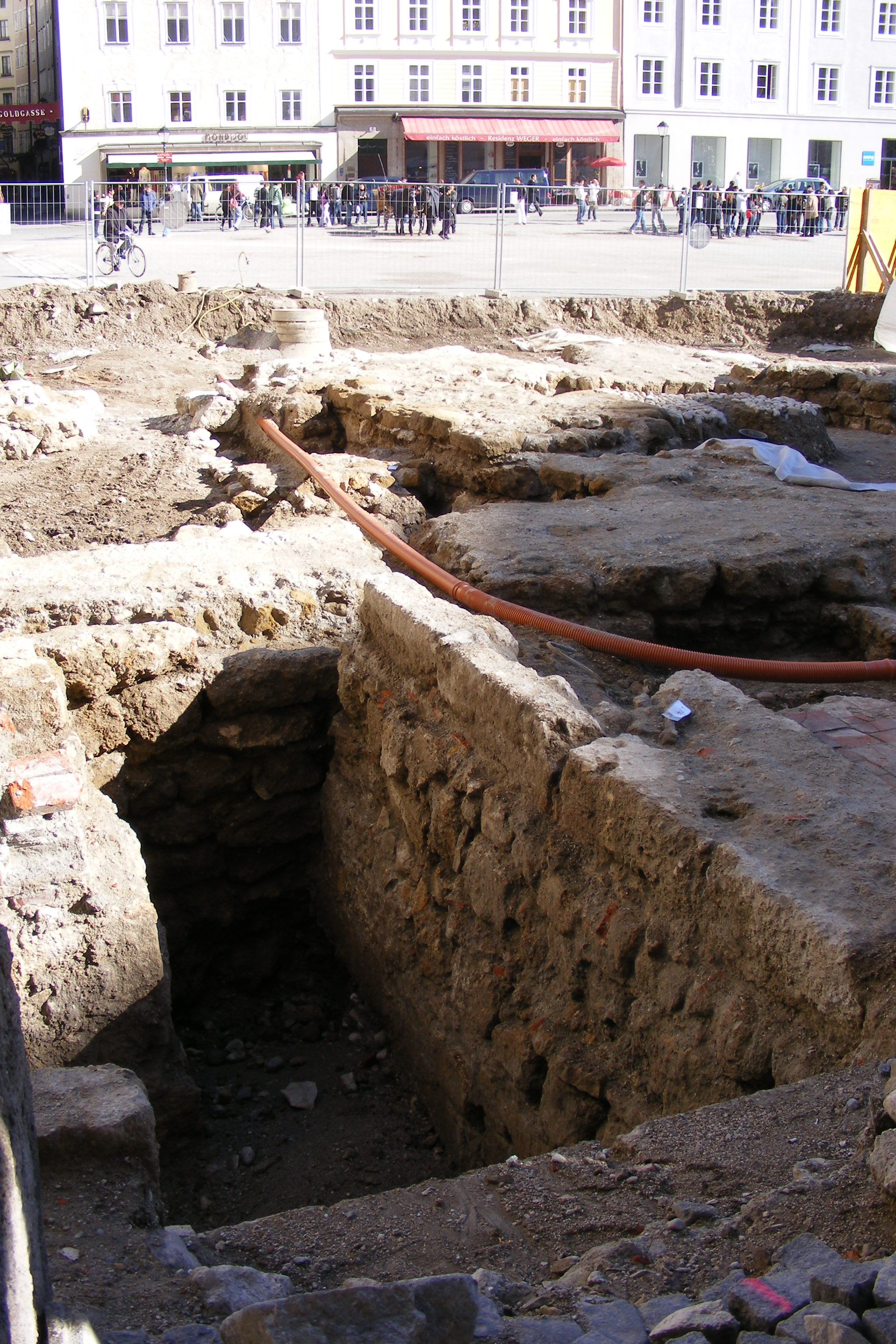
Ausgrabungsarbeiten 2008

Neugestaltung des Platzes

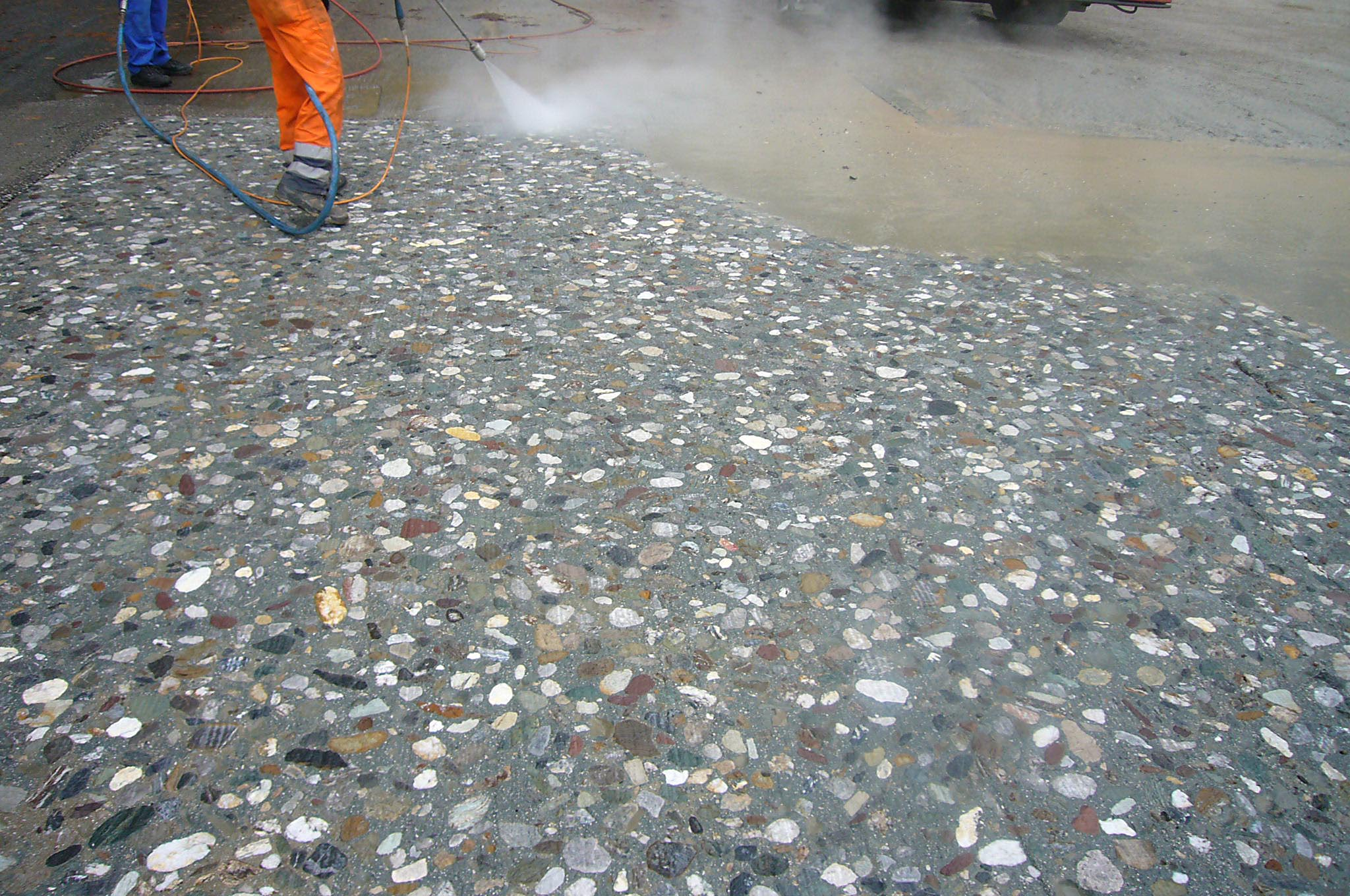
Musterfläche mit Salzachkieselsteinen

Ursprünglich war der Platz durch einen gegliederten Belag aus Salzachkieselsteinen gestaltet. Diese Steine sind unter einer wenige Jahrzehnte alten Sandschicht großteils erhalten. Nach umfangreichen Grabungen zur Erforschung der Geschichte der Stadt Salzburg und der römischen Vorgängerstadt Iuvavum mit ihren vornehmen Bürgerhäusern soll ein neuer, gut begehbarer, aber historisch authentischer Belag verlegt werden.
2007 gewann Max Rieder in der Projektgemeinschaft knittels.büro einen diesbezüglichen internationalen Wettbewerb. Der Entwurf baut auf einem städtebaulichen Konzept von Vincenzo Scamozzi auf. Nach umfangreichen Musterflächen und der Erprobung eines „Kunstkonglomerates“ für die weiträumig neu aufgespannte, komplexe Platzfläche wurden die Planungen 2009 vorerst ruhend gestellt. Dies betraf auch eine vorgeschlagene Lichtskulptur als dynamisch-bewegliches Mahnmal zur Bücherbrennung der Nationalsozialisten.
Anfang 2016 wurde das Siegerprojekt für die Neugestaltung des Residenzplatzes präsentiert. Die Bauarbeiten sollen von März 2017 bis Juli 2018 durchgeführt werden, die Gesamtkosten sollen 4,9 Millionen Euro betragen.
Nicht einmal zwei Wochen nach der Neugestaltung des Residenzplatzes gab es erste Beschwerden der Anrainer und Geschäftsleute: der Belag stinke, bei Regen würden sich große Wasserlacken bilden. Als Ursache für den Gestank wurde das pflanzliche Bindemittel des Belags, und zwar gemahlene Samen von einem Spitzwegerich, ausgemacht. Nach jeder großen Veranstaltung soll der Schotter neu aufgetragen werden.

## Die Bürgerhäuser am Residenzplatz
- Haus Residenzplatz 2: Bemerkenswert sind die spätgotischen Fensterlaibungen aus den Jahren nach 1500, die seinerzeit von Wolfgang Püchler eingebaut worden waren und um 1930 bei einer Restaurierung wiederentdeckt und freigelegt wurden. In diesem Haus wohnte in den Jahren um 1693 der Barockmaler Johann Michael Rottmayr während seiner Arbeiten in der benachbarten Salzburger Residenz.

- Haus Residenzplatz 3: Das Haus besitzt ein barockes Portal mit seitlichen Pilastern und ein Volutenkapitell mit einer marmornen Blumenvase.

- Haus Residenzplatz 4: Die Fassadengestaltung dieses Hauses stammt aus dem Ende des 17. Jahrhunderts.

- Haus Residenzplatz 5 (Zinngießerhaus, Eckhaus am Aschhof = Goldgasse 19): Das Haus besitzt goldgassenseitig ein Trichterportal mit historischer Eisengittertüre sowie darüber ein marmorgerahmtes Haussegensbild „Heilige Familie auf der Flucht nach Ägypten“ aus dem 18. Jahrhundert.

Alle diese Gebäude stehen unter Denkmalschutz.

## Der Residenzbrunnen (Hofbrunnen)

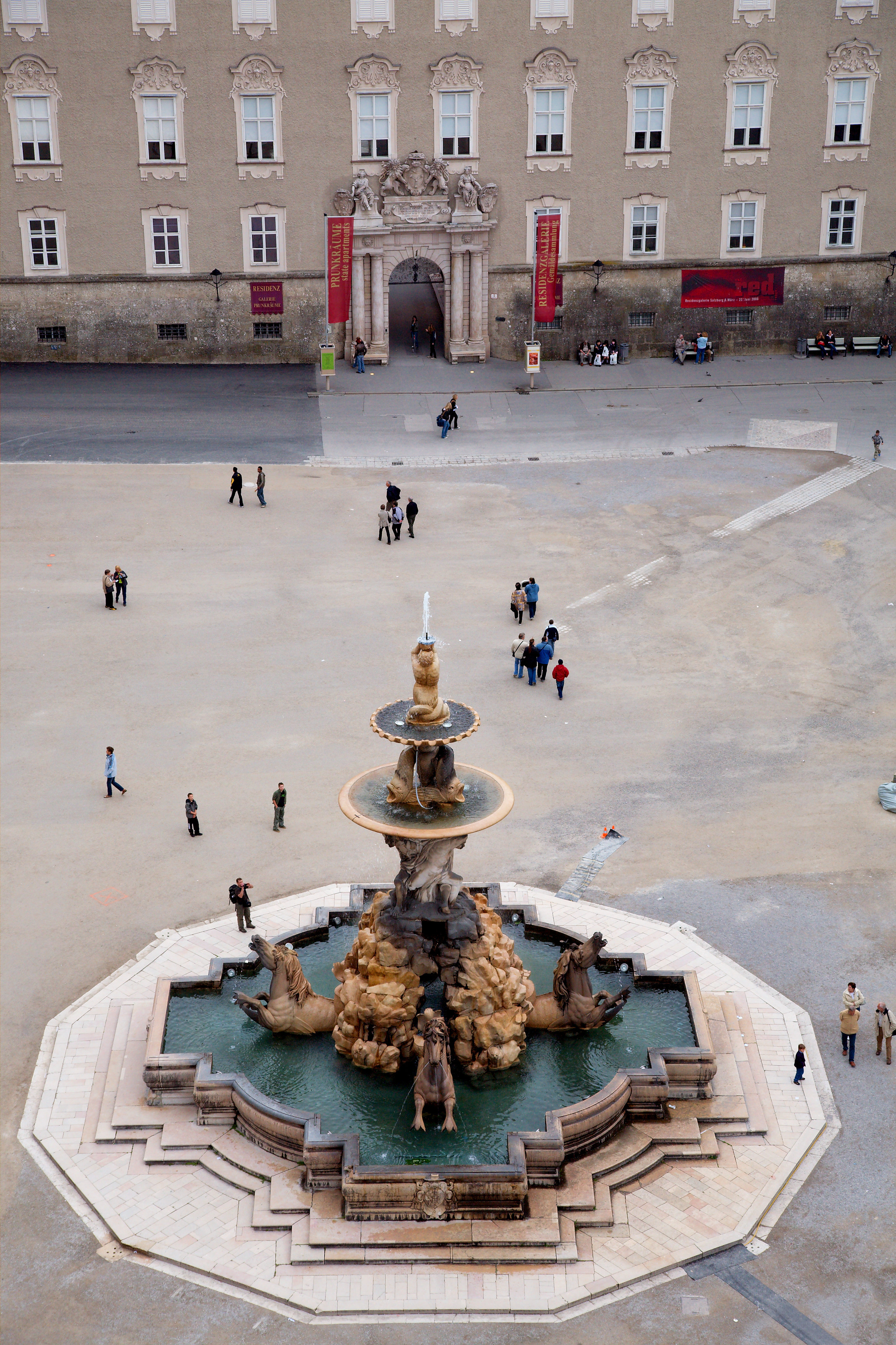
Residenzbrunnen

Der Residenzbrunnen ist ein aus Untersberger Marmor, einem Kalkstein, gehauener monumentaler Brunnen. Er ist der größte Barockbrunnen Mitteleuropas und wurde zwischen 1656 und 1661 im Auftrag von Erzbischof Guidobald von Thun wohl von Tommaso Garove Allio gestaltet. Als leitender Ingenieur war damals Antonio Dario tätig.
Das untere Brunnenbecken auf allseitigen stufenartigen Sockeln ist vierseitig symmetrisch und besitzt eine ausgebogene und geknickte barocke Formgebung. An jeder Seite befindet sich das Wappen des Erzbischofs Guidobald von Thun. Der mittige Felsen ist von vier wasserspeienden Meerrossen (Hippocampen) umgeben. Der Felsen trägt vier Atlanten mit einer weiteren flachen Wasserschale, in denen drei Delphine mit ihrer Schwanzflosse wiederum ein flaches Wasserbecken halten. Dieses oberste Becken trägt Triton, der aus einer Muschel Wasser senkrecht in die Luft stößt.
Der Residenzbrunnen ist ein aus Untersberger Kalkstein gehauener monumentaler Brunnen. Er war zur Zeit seiner Entstehung der größte Barockbrunnen Mitteleuropas und wurde zwischen 1656 und 1661 im Auftrag von Erzbischof Guidobald von Thun angeblich von Tommaso di Garona (Tommaso Garove Allio) gestaltet. Als leitender Ingenieur bei Brunnenbau war sein Schwager, der italienische Architekt, Steinschneider und Steinmetzmeister Giovanni Antonio Dario (1630–1702) tätig. Darios erste Ehefrau Francesca Garvo Allio ist wahrscheinlich eine Schwester von Tommaso Garona.
Der Residenzbrunnen weist Ideen von der Fontana dei Quattro Fiumi (1648/51) auf der Piazza Navona sowie eine sehr enge Anlehnung an die Fontana del Tritone (1642/43) auf der Piazza Barberini in Rom auf. Beide Brunnen wurden von Gian Lorenzo Bernini geschaffen.
Wie im Vierströmebrunnen in Rom vier Flüsse symbolisch dargestellt sind, hat auch der Salzburger Residenzbrunnen vier Hippokampen, die in die vier Himmelsrichtungen zeigen. Obwohl der Brunnen vor dem Eingangstor der Residenz steht und der Triton zum Eingang blickt, sind die vier Hippokampen parallel zu der etwas mehr nach Süden geneigten West-Ost-Orientierung des Domes hin ausgerichtet und versucht so zwischen Dom und Residenz zu vermitteln.
Ein deutlicher Bezug zum Vierströmebrunnen in Rom ist im mittigen Felsen zu sehen, der nicht nur auf den Residenzbrunnen, sondern auch auf den 1661 datierten Pegasusbrunnen übertragen wurde. Auf dem aus groben Blöcken komponierten Felsen sind vereinzelt Frösche, Schildkröten, Schlangen und Schnecken zu sehen. Die Vorlage für die vier wasserspeienden Meerrosse (Hippocampen) könnte Conrad Gessners Historiae animalium aus dem Jahr 1558 entnommen worden sein. Die vier großen Hippokampen sind als Brunnenfiguren zu ihrer Zeit und in dieser Größe einzigartig und völlig ungewöhnlich. Sie gehen auf kein bildhauerisches Vorbild zurück. Als Verbindung zwischen den Hippokampen und der oberen Muschelschale stehen die drei Atlanten, die sich in einer starken Drehung befinden und mit den ineinander überkreuzten Beinen sich gegenseitig Halt geben. Auch diese Darstellung von Atlanten ist neu und ungewöhnlich.
Der noch nähere Bezug zur Fontana del Tritone ist eindeutig erkennbar. Der obere Abschluss des Residenzbrunnens besteht aus einer runden flachen Schale, in der drei Delphine schwimmen, die mit ihren hochgestellten Schwänzen eine muschelartig gerippte Brunnenschale halten, auf der ein Triton mit eingerolltem Fischschwanz ruht, der das Wasser aus einem Muschelhorn in die Luft bläst. Der Architekt des Residenzbrunnens muss den Tritonenbrunnen in Rom oder eine genaue Zeichnung desselben gesehen haben.
Guidobad von Thun hat in Rom studiert und hat vielleicht den Wunsch geäußert, einen Brunnen zu bauen, der den römischen Brunnen mindestens ebenbürtig ist. Giovanni Antonio Darios Stil lässt auf eine Ausbildung in Rom schließen. Er könnte als Lehrling ab 1645 in Rom gewesen sein und die Brunnen gesehen haben. 1659 wird er in Salzburg erstmals erwähnt. Wahrscheinlich hat er aber schon seit 1656 den Bau des Residenzbrunnens geleitet. Der Entwurf für den Residenzbrunnen könnte durchaus von Dario stammen. Unter Guidobald von Thun hat er auch den Domplatz mit den Dombögen, für Max Gandolph von Kuenburg die Wallfahrtskirche in Maria Plain geplant. Dennoch wird Tommaso di Garona als Architekt angenommen, über dessen Ausbildung bislang nichts bekannt ist.
Nach dem gescheiterten Versuch, von der Quelle Fürstenbrunn am Untersberg hierher Wasser zu leiten, wurde einige Jahre später (1679) das Wasser unter Leitung des Brunnenmeisters Rupert Kraimoser aus der Hellbrunner Sternweiherquelle entnommen und über das Nonntaler Hofbrunnhaus zum Residenzplatz und ins Kaiviertel geleitet. Seit 1962 ist der Brunnen wieder an das Salzburger Wasserleitungsnetz angeschlossen und bezog sein Wasser damit wesentlich aus der Fürstenbrunner Quelle beim Untersberg. Heute stammt das Trinkwasser Salzburgs wesentlich aus dem Tiefbrunnen bei St. Leonhard (beide Gemeinde Grödig).

## Der Residenzplatz als Veranstaltungsort
In erster Linie verbindet man den Residenzplatz als Veranstaltungsort mit regelmäßigen volkskulturellen Ereignissen wie dem traditionellen Rupertikirtag um den 24. September sowie in der Adventszeit mit dem Salzburger Christkindlmarkt. Alljährlich findet auf dem Platz auch anlässlich der Eröffnung der Salzburger Festspiele vor der letzten Juliwoche ein Fackeltanz mit verschiedenen Brauchtumsgruppen der Region statt. Von 1987 bis gegen Ende der neunziger Jahre gab es wiederholt Performances im Rahmen des von der Szene Salzburg durchgeführten avantgardistischen Festivals Sommerszene sowie Konzerte von großen und internationalen Stars der Pop- und Rockmusik-Branche (wie etwa von Joe Cocker, Tina Turner oder Neil Young).
Der Residenzplatz wird neben künstlerischen Ereignissen gelegentlich auch für singuläre Veranstaltungen wirtschaftlicher oder politischer Art genutzt.
Bücherverbrennung
Am 30. April 1938, kurz nach dem Anschluss Österreichs an Nazi-Deutschland, inszenierte der Lehrer und Schriftsteller Karl Springenschmid auf dem Residenzplatz die einzige Bücherverbrennung im ehemaligen Österreich, knapp fünf Jahre nach der vergleichbaren Aktion im Altreich. 1200 Werke jüdischer Schriftsteller und Künstler, aber vor allem Schriften katholischer Autoren und Politiker des Ständestaates wurden von der Hitlerjugend am Residenzplatz verbrannt. In mahnender Erinnerung an diese Untat fand zum 75. Jahrestag am 30. April 2013 auf dem Platz und in seiner nächsten Umgebung eine Gedenkveranstaltung statt, die von zahlreichen Salzburger Einrichtungen getragen wurde.
Am 30. April 2018, dem 80. Jahrestag der Bücherverbrennung am Salzburger Residenzplatz, wurde ein Mahnmal mit dem Titel Buchskelett eröffnet. Es zeigt ein Metallgerüst in Form eines Buches, das in einem in den Boden eingelassenen Kubus beleuchtet wird.

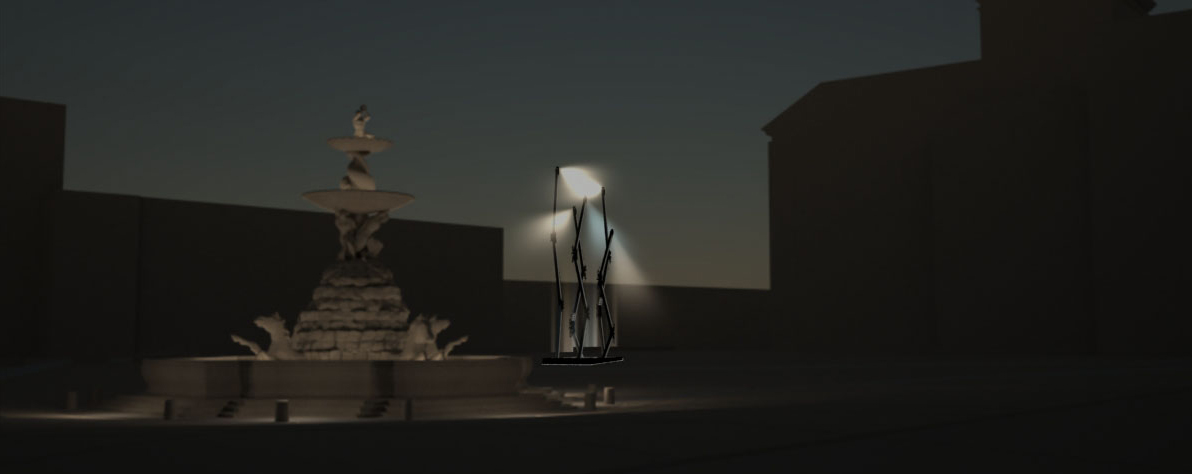
Mahnmal-Modell Bücherverbrennung (Projekt 2007)
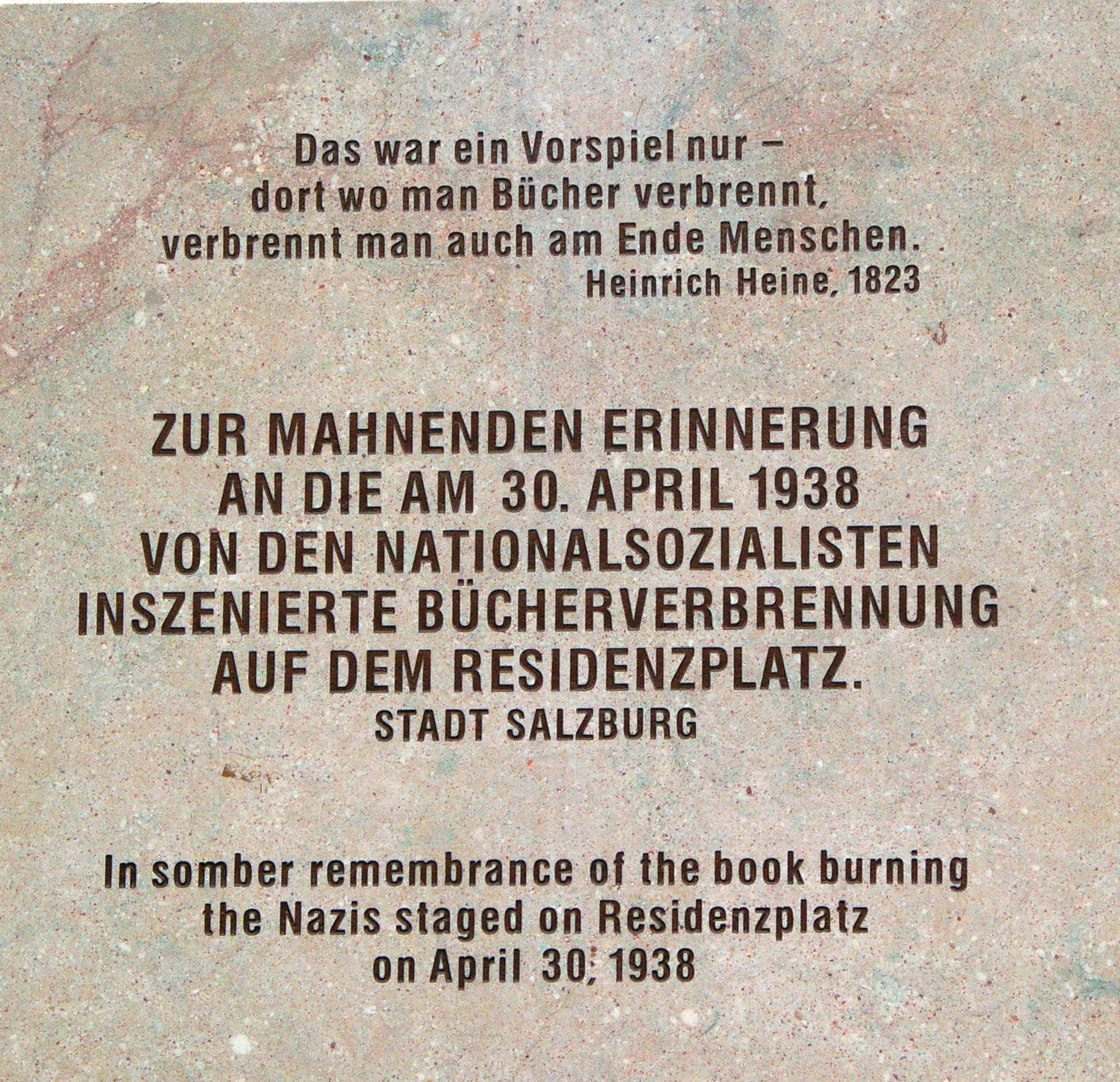
Gedenktafel
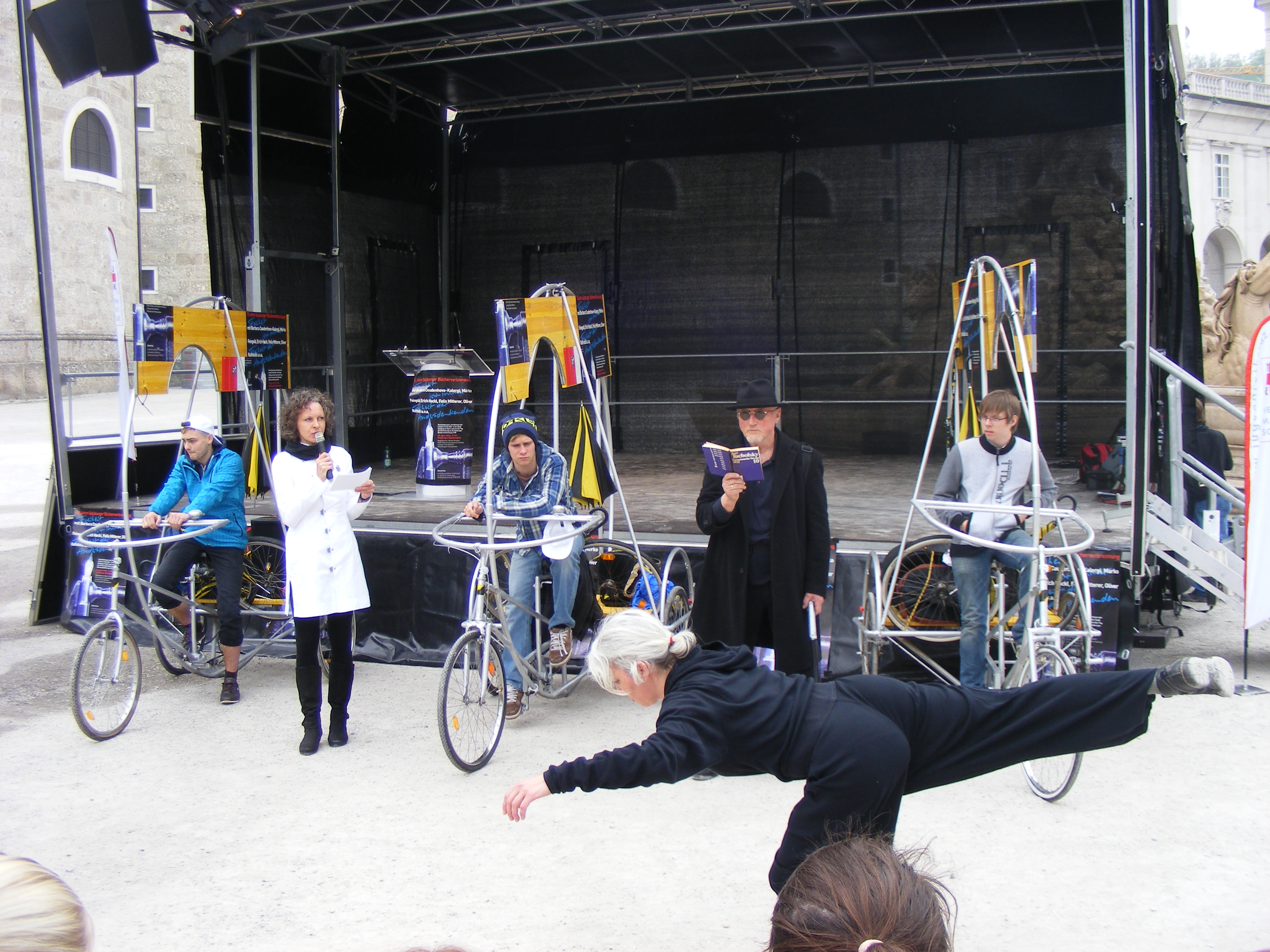
Künstlergruppe Klangmobile bei der Gedenkveranstaltung am 30. April 2013
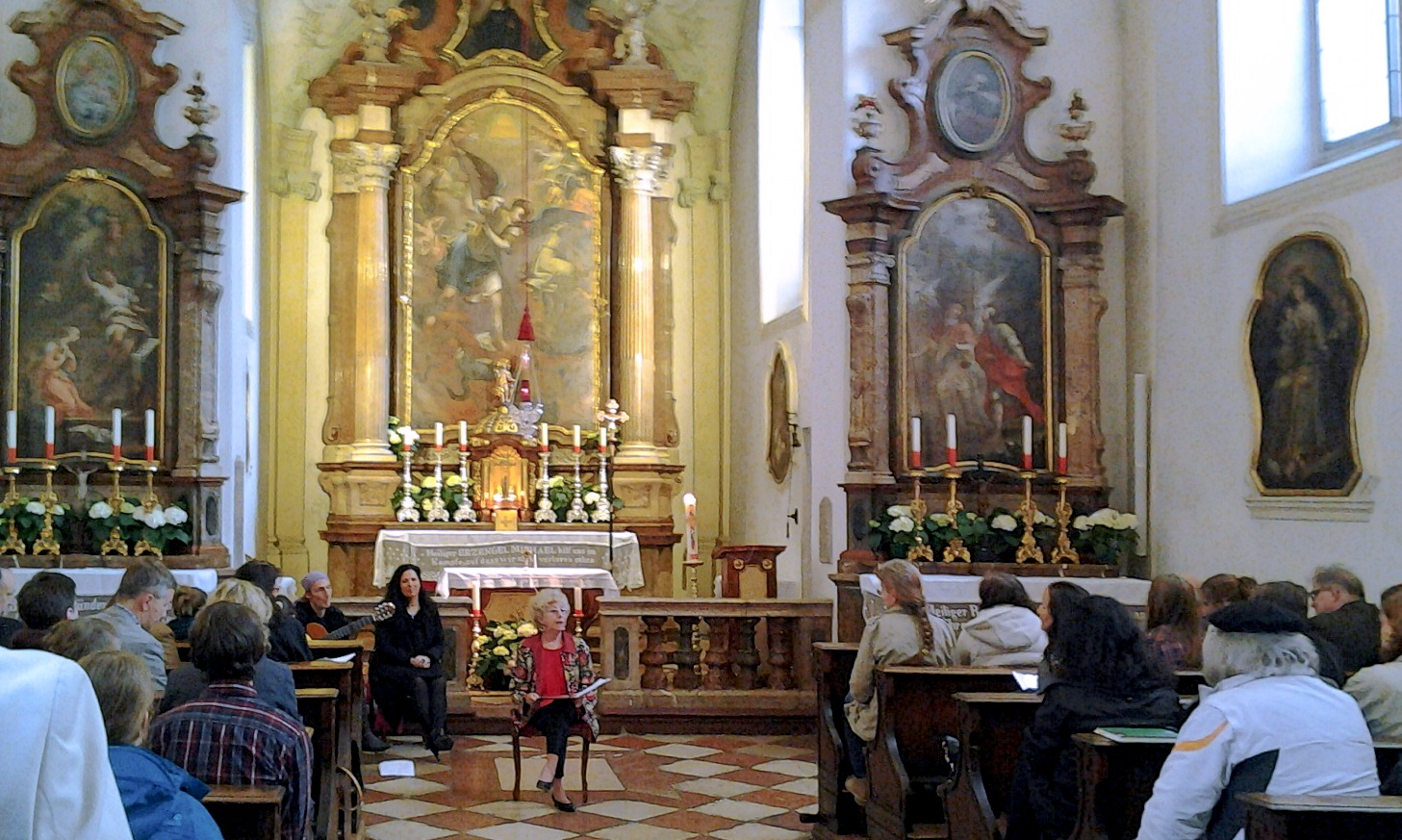
Gedenkveranstaltung der Salzburger Autorengruppe in der angrenzenden Michaelskirche am 30. April 2013
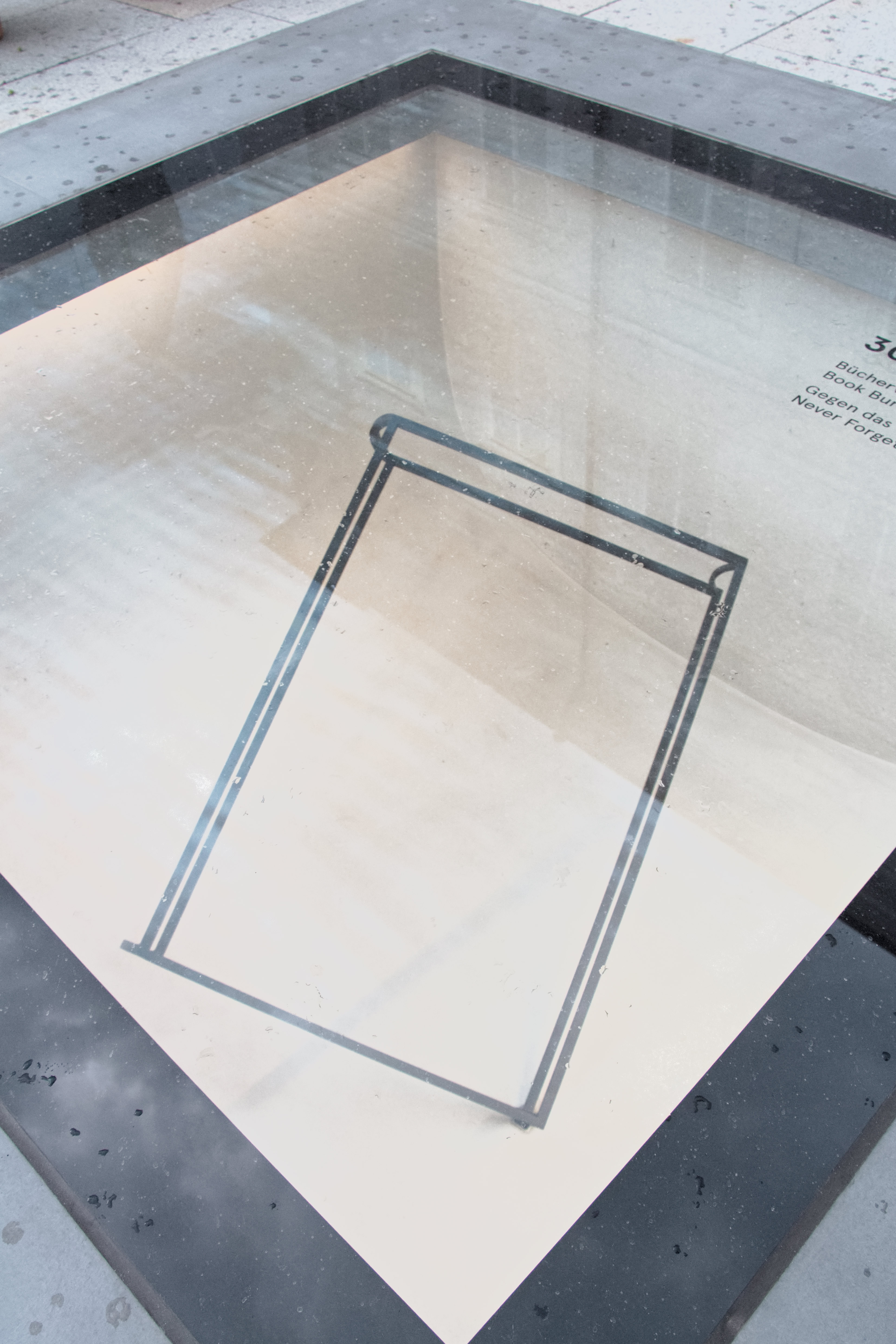
Das Buchskelett